# Xaviers loofbuulbuul
Xaviers loofbuulbuul (Phyllastrephus xavieri) is een zangvogel uit de familie Pycnonotidae (buulbuuls). Deze vogel is genoemd naar de Franse ingenieur en verzamelaar Xavier Dybowski (1852-1919).

## Verspreiding en leefgebied
Deze soort komt voor in centraal Afrika en telt twee ondersoorten:
- P. x. serlei: noordelijk en westelijk van Mount Cameroon (zuidwestelijk Kameroen).
- P. x. xavieri: van Kameroen tot westelijk Oeganda en noordwestelijk Tanzania.

## Status
De grootte van de populatie is niet gekwantificeerd maar de soort wordt omschreven als schaars tot plaatselijk algemeen. Op de Rode lijst van de IUCN heeft deze soort de status niet bedreigd.